# Torre de las Arcas
Torre de las Arcas ist eine spanische Gemeinde in der Provinz Teruel, die zur Autonomen Region Aragonien gehört. Sie ist Teil der Comarca (Kreis) Cuencas Mineras. 2024 hatte die Gemeinde 20 Einwohner. 

## Lage
Torre de las Arcas liegt circa 55 Kilometer nordnordöstlich der Provinzhauptstadt Teruel in einer Höhe von ca. 945 m. 

## Bevölkerungsentwicklung
| Jahr      | 1970 | 1981 | 1991 | 2001 | 2011 | 2021 |
| Einwohner | 123  | 61   | 43   | 37   | 33   | 25   |

## Sehenswürdigkeiten
- Reste der Burg von Torre de las Arcas

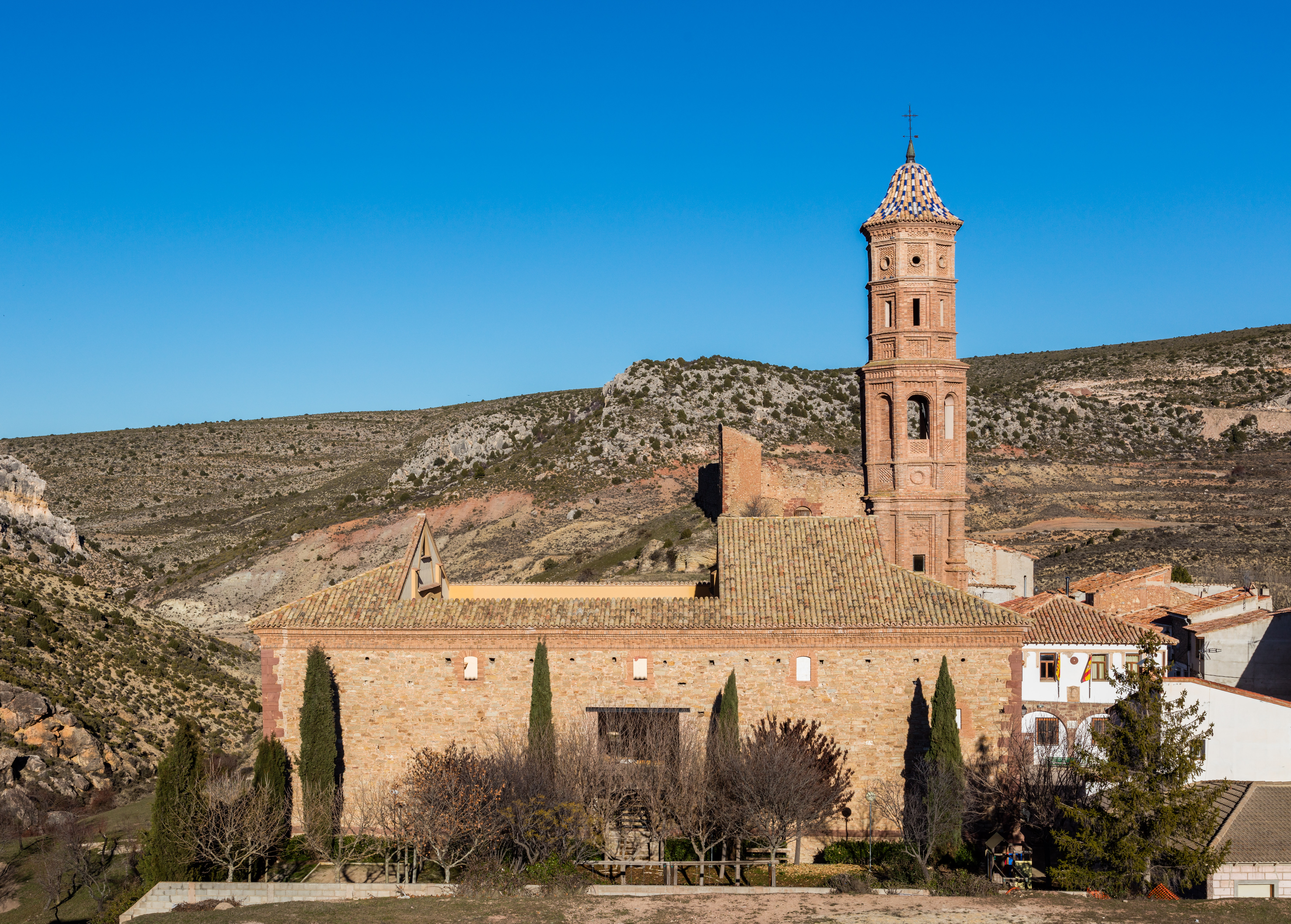
Michaeliskirche

- Michaeliskirche